# Lovitura de stat din Togo din 1967
Lovitura de stat din Togo din 1967 a fost o lovitură militară fără victime, care a avut loc în Togo la 13 ianuarie 1967. Liderul loviturii de stat, locotenent-colonelul Étienne Eyadéma (ulterior generalul Gnassingbé Eyadéma) l-a înlăturat pe cel de-al doilea președinte al statului Togo, Nicolas Grunitzky, pe care îl adusese la putere în urma loviturii de stat din 1963.
În urma loviturii de stat, partidele politice au fost interzise și toate procesele constituționale au fost suspendate. Colonelul Kléber Dadjo a fost numit președinte interimar al statului (în calitate de Președinte al Comitetului Național de Reconciliere), funcție pe care a deținut-o până la 14 aprilie 1967, când Eyadéma a preluat președinția.
Eyadéma a continuat să guverneze țara până la moartea sa, la 5 februarie 2005.